# هیینگتون، لینکلن‌شر
هیینگتون (به انگلیسی: Heighington) یک محله مدنی و روستا در بریتانیا است که در نورث کستیون واقع شده‌است. هیینگتون ۲٬۹۱۸ نفر جمعیت دارد.